# Sojuz TMA-22
Sojuz TMA-22 byla ruská kosmická loď řady Sojuz. Dne 14. listopadu 2011 odstartovala z kazachstánského kosmodromu Bajkonur k Mezinárodní vesmírné stanici (ISS), kam dopravila tři členy Expedice 29, Antona Škaplerova, Anatolije Ivanišina a Daniela Burbanka. Poté zůstala u ISS jako záchranná loď až do 27. dubna 2012, kdy se s ní stejná trojice kosmonautů vrátila na Zem.

## Posádka
Hlavní:
- Anton Škaplerov (1), velitel, Roskosmos (CPK)
- Anatolij Ivanišin (1), palubní inženýr 1, Roskosmos (CPK)
- Daniel Burbank (3), palubní inženýr 2, NASA

V závorkách je uveden dosavadní počet letů do vesmíru včetně této mise.
Záložní:
- Gennadij Padalka
- Konstantin Valkov
- Joseph Acabá

## Průběh letu
Start Sojuzu TMA-22 byl původně plánován na 30. září 2011, v červenci 2011 byl přesunut na 22. září, ale po zničení Progressu M-12M při neúspěšném vzletu 24. srpna 2011 byl odložen na 12. listopadu 2011 a pak na 14. listopadu 2011.
Dne 14. listopadu ve 4:14:03 UTC loď za hustého sněžení odstartovala z kosmodromu Bajkonur. Po obvyklém dvoudenním letu se 16. listopadu v 05:24 UTC připojil k modulu Poisk Mezinárodní vesmírné stanice.
Součástí komplexu ISS byl Sojuz TMA-22 až do 27. dubna 2012, kdy se v 08:18:19 UTC odpojil a v 11:44:57 UTC přistál v kazašské stepi severovýchodně od Arkalyku. Jeho let trval 165 dní, 7 hodin a 31 minut.